# Davor Bernardić
Davor Bernardić (ur. 5 stycznia 1980 w Zagrzebiu) – chorwacki polityk, parlamentarzysta, w latach 2016–2020 przewodniczący Socjaldemokratycznej Partii Chorwacji.

## Życiorys
Ukończył studia z zakresu fizyki na Uniwersytecie w Zagrzebiu. Dołączył do Socjaldemokratycznej Partii Chorwacji, w latach 2008–2010 przewodniczył jej organizacji młodzieżowej Forum mladih SDP-a. W 2008 wszedł także w skład zarządu SDP, a w 2010 objął funkcję przewodniczącego struktur partii w Zagrzebiu. Zasiadał również w radzie miejskiej w Zagrzebiu.
W 2008 objął po raz pierwszy mandat posła do Zgromadzenia Chorwackiego. Ponownie wybierany na deputowanego w 2011, 2015 oraz 2016. W listopadzie 2016 został nowym przewodniczącym SDP, wygrywając w drugiej turze partyjnego głosowania z Rankiem Ostojiciem.
W 2020 był liderem koalicji wyborczej skupionej wokół socjaldemokratów, która w lipcu przegrała z rządzącą HDZ. Davor Bernardić utrzymał mandat deputowanego na kolejną kadencję. Dzień po wyborach z uwagi na słaby wynik swojej formacji ustąpił z funkcji przewodniczącego SDP. W 2021 został wykluczony z partii. Został jednym z liderów powołanej w 2022 formacji Socjaldemokraci.